# Cortina
Pour les articles homonymes, voir Cortina (homonymie).

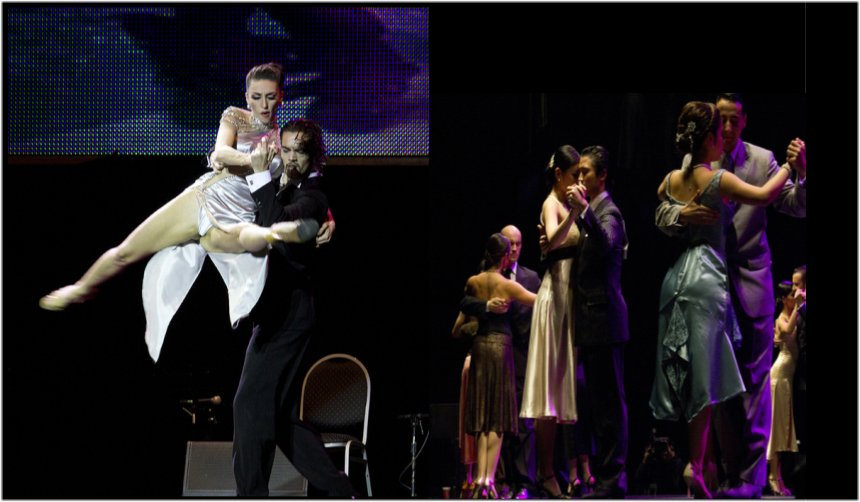
Tango de scène et tango au sol.

En milonga (bal en tango argentin), la cortina est une courte pièce de musique insérée entre deux tandas. Le mot signifie "rideau" en espagnol, par analogie au théâtre où l'on tire les rideaux entre les actes. 
Sa durée permet aux danseurs de se saluer et de quitter la piste (s'ils ne veulent plus danser ensemble), ou de bavarder un peu (les tangueros ne parlent pas en dansant et restent concentrés sur leur danse, d'où l'intérêt de ces pauses permettant de se détendre).
Pour que la cortina garde son rôle de pause, il est préférable de choisir une cortina sur laquelle il n’est pas possible de danser, et qui soit suffisamment longue pour favoriser le changement de partenaire.